# Tjeintgum
Tjeintgum (Fries: Tsjeintgum) is een buurtschap in de gemeente Leeuwarden, in de Nederlandse provincie Friesland. De plaats ligt direct ten westen van het dorp Mantgum, ten zuidwesten van de stad Leeuwarden.
De buurtschap bestaat uit boerderijen en huizen gegroepeerd aan de weg Tsjeintgum binnen het dorpsgebied van Mantgum. De weg Tsjeintgum loopt verder naar de buurtschap De Hem.

## Geschiedenis
Tjeintgum is ontstaan op een terp, een opgeworpen heuvel in het landschap. Bij archeologisch onderzoek bleek dat zowel de terp van Hoxwier als die van Tsjeintgum sporen bevatte van rond het begin van de christelijke jaartelling. Dat wijst erop dat beide terpen mogelijk gelijktijdig vlak voor de jaartelling zouden zijn opgeworpen.
De terp van Tjeintgum werd grotendeels afgegraven voor commerciële doeleinde. Toch is het restant van de terp nog zichtbaar in het landschap. Ook de radiale kavelstructuur is nog duidelijk zichtbaar, de landbouwpercelen waaieren uit vanaf de terp.
In 1959 vond er een archeologische opgraving plaats in Tjeintgum. Ondanks dat er ophogingslagen werden gevonden kon de terp niet gedateerd worden. Bij latere opgravingen werden bewoningslagen gevonden met onder meer kleine houten vlechtwanden, verder aardewerk, speelsteentjes, menselijk bot en een waterput met hout. Bij graafwerkzaamheden in de jaren 80 van twintigste eeuw werden in een andere put op de terp een houten trip, die als zeldzaam werd omschreven en een gave kan uit de 14e of 15e eeuw.
De buurtschap werd in 1329 vermeld als Szyntinge, in 1417 als Szentenge, in 1453 als Ztentenghem, in 1511 als Tzentgum en in 1664 als Tzeintgum. De plaatsnaam zou mogelijk duiden op een woonplaats (heem/um) bij een geul (tsein), of van de persoon Szynta, wat eveneens naar geul leidt. De oorspronkelijke vermeldingen zijn afgeleid van de geslachtsnaam Szyntinge.
Tjeintgum lag tot 1984 in de gemeente Baarderadeel. Van 1984 tot 2018 lag de plaats in gemeente Littenseradeel. De gemeente Littenseradeel gebruikte vanaf eind twintigste eeuw alleen nog maar de Friestalige plaatsnamen. Tjeintgum kreeg daarom een wit, Friestalig plaatsnaambord. Toen Littenseradeel opgesplitst werd, viel Tjeintgum in de gemeente Leeuwarden.

## Molens
Tussen Tjeintgum en de Hem hebben tot 1921 enkele windmolens gestaan. De eerste molen was een poldermolen van de Gereformeerde Kertkvoogdij van Mantgum. Het bouwjaar van deze molen is onbekend, maar de molen werd in 1812 voor het eerst ingemeten op een kadastrale kaart. Deze molen is hoogstwaarschijnlijk in 1827 afgebroken.
Een paar honderd meter verderop werd in 1827 de vervanger gebouwd, de molen Tjeintgummerpolder, voor het verder inpolderen van het zogenaamde Schillaarder Leeg. In 1828 brandde deze molen af, waarna meteen een nieuwe molen werd gebouwd. Wat voor soort molen het precies was is onduidelijk. Wel is bekend dat het een poldermolen betrof die voor de bemaling zorgde van de 105 hectare grootte Tjeintgumerpolder. In 1921 werd de molen afgebroken.

## Hein Mader
Tjeintgum kende enige bekendheid doordat de Nederlandse kunstenaar Hein Mader in de buurtschap woonde en er een beeldentuin had. Mader werd geboren in Oostenrijk en vestigde zich in 1989 in de voormalige grasdrogerij in Tjeintgum. De grasdrogerij werd in 1940 opgericht als de Coöperatieve Grasdrogerij Mantgum en omstreken en was actief tot in 1984.
De beeldentuin ontwikkelde zich naarmate zijn werk uitbreidde. In 2011 overleed hij en besloot de stichting die de beelden in beheer kreeg om de beelden te verdelen over de gemeente Ooststellingwerf. De gemeente heeft een route uitgezet langs deze beelden, de Hein Mader Kunstroute. Een van de beelden werd als aandenken in de tuin van de voormalige woning van Mader in Tjeintgum geplaatst.
Steden, dorpen en gehuchten: Aegum · Baard · Beers · Britsum · Cornjum · Finkum · Friens · Goutum · Grouw · Hempens · Hijlaard · Hijum · Huins · Idaard · Irnsum · Jellum · Jelsum · Jorwerd · Leeuwarden · Lekkum · Lions · Mantgum · Miedum · Oosterlittens · Oude Leije · Roordahuizum · Snakkerburen · Stiens · Swichum · Teerns · Warstiens · Wartena · Warga · Weidum · Wirdum · Wytgaard

Buurtschappen: Abbengawier · Angwier · Baardburen · Bartlehiem (deels) · Barrahuis · De Hem · Domwier · Fons · Groote Bontekoe · Gotum · Hezens · Horne · Hofland · Hoptille · Marwird · Midsburen · Naarderburen · Noordend · Oude Schouw (deels) · Poelhuizen · Rewerd (deels) · Schillaard · Schrins · Tichelwerk · Tjaard · Tjeintgum · Truurd · Tsienzerburen · Vensterburen · Vierhuis · Vrouwbuurtstermolen (deels) · Wammerd · Wiel · Wieuwens · Wilaard · Zuiderburen · Zuiderend

Voormalige buurtschappen: De Drie Romers · Hoek

Friesland: Steden en dorpen      Nederland: Provincies · Gemeenten